# Банди, Тед
Теодо́р Ро́берт (Тед) Ба́нди (англ. Theodore Robert «Ted» Bundy, при рождении Ко́уэлл (англ. Cowell); 24 ноября 1946, Берлингтон, Вермонт, США — 24 января 1989, Тюрьма штата Флорида, Брадфорд, Флорида, США) — американский серийный убийца, насильник, похититель людей и некрофил, действовавший в 1970-е годы. Его жертвами становились молодые девушки и девочки. Точное число его жертв неизвестно. Незадолго до своей казни он признался в 31 убийстве в период между 1974 и 1978 годами, однако настоящее количество его жертв может быть гораздо больше.
Обычно Тедди Банди знакомился со своими жертвами в общественных местах, симулируя травму или выдавая себя за представителя власти, чтобы затем похитить, подвергнуть пыткам, изнасиловать и убить их в уединённом месте. Иногда он врывался в дома жертв, избивал их дубинкой, насиловал, калечил, кусал и душил. После убийства похищенных девушек он снова их неоднократно насиловал, затем расчленял. Головы как минимум 12 своих жертв он отпилил ручной пилой, забрал с собой и хранил у себя в квартире как сувениры.
Биограф Энн Рул описала его как «садиста и социопата, который получал удовольствие от боли жертвы и ощущения власти в момент её смерти, и даже после». Он сам описывал себя как «самого бессердечного сукиного сына, которого вы только можете встретить». Теда Банди казнили на электрическом стуле 24 января 1989 года во Флориде.

## Биография

### Семья
Теодор Роберт Коуэлл родился 24 ноября 1946 года в Берлингтоне, Вермонт, в приюте для матерей-одиночек. Его мать, Элеонор Луиз Коуэлл, принадлежала к уважаемой и состоятельной семье. Личность отца Банди достоверно не установлена. В его свидетельстве о рождении в качестве отца указан некий Ллойд Маршал, но Луиз позже призналась, что была совращена матросом по имени Джек Уортингтон. Некоторые члены семьи подозревали, что настоящий отец ребёнка — собственный отец Луиз, однако никаких достоверных доказательств в пользу этой версии не существует.
Первые три года своей жизни Банди провёл в доме своих бабушки и дедушки, Самуэля и Элеоноры Коуэллов. Рождение внебрачного ребёнка в те времена подвергалось общественному осуждению, и, чтобы избежать его, Самуэль и Элеонор выдавали Теда за собственного сына. Со временем он узнал правду. Обстоятельства этого неясны: своей подруге он сказал, что его двоюродная сестра показала ему свидетельство о рождении и обозвала «ублюдком» (незаконнорождённым), биографам Стивену Мишо и Хью Эйнсуэрту он сказал, что сам нашёл его. Энн Рул считает, что он нашёл свою официальную запись о рождении в Вермонте в 1969 году. Банди на всю жизнь затаил обиду на свою мать за то, что она лгала ему.

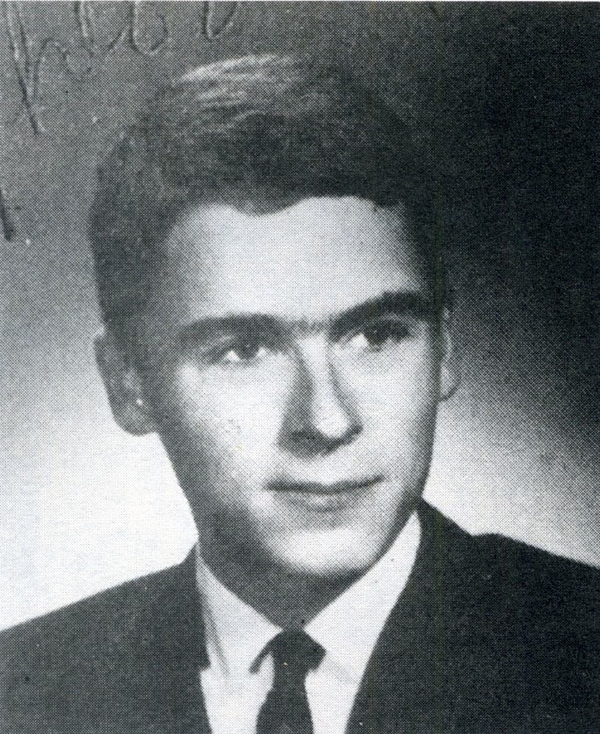
Школьная фотография Банди в 1965 году

Банди тепло отзывался о своих бабушке и дедушке. Энн Рул он признался, что уважал дедушку и отождествлял себя с ним, в то время как остальные члены семьи и даже он сам описывали деда, как тирана и фанатика, который терпеть не мог чёрных, итальянцев, католиков и евреев, избивал жену, семейную собаку и раскручивал соседских котов за хвосты. Однажды он столкнул младшую сестру Луиз Джулию с лестницы за то, что она слишком долго спала. Иногда он громко разговаривал сам с собой, а когда кто-то поднял тему об отце Теда, впал в неистовую ярость.
Свою бабушку Банди описал как послушную и робкую женщину, которая периодически проходила лечение электрошоком от депрессии и к концу своей жизни боялась покидать дом. Поведение Теда уже тогда подавало тревожные сигналы. Однажды Джулия проснулась в окружении ножей из кухни, а её трёхлетний племянник стоял рядом с кроватью, широко улыбаясь.
В 1950 году Элеонор Луиз Кауэлл, устав от постоянных конфликтов дома, решает начать новую жизнь. Она сменила своё имя на Луиз Нельсон и переехала к своим двоюродным брату и сестре Алану и Джейн Скотт в Такому, Вашингтон. В 1951 году в ночь одиночек, проведённую Первой методистской церковью Такомы, она встретила повара военного госпиталя Джонни Калпеппера Банди. Спустя год они поженились, и Джонни усыновил Теда. У пары родилось ещё четверо детей. Несмотря на попытки Джонни уделять внимание Теду, чтобы «породниться» с ним, тот всё больше отдалялся от своего отчима. Позже своей девушке он жаловался, что Джонни не был его настоящим отцом, к тому же он «не очень-то умён» и «зарабатывал недостаточно».
Поведение Банди в Такоме его биографы описывают по-разному. Согласно Мишо и Эйнсуэрту, он шатался по району, копаясь в мусорных баках в поисках изображений обнажённых женщин. Полли Нельсон он говорил, что читал детективные журналы и романы, а также смотрел документальные фильмы о преступлениях, в которых были жестокие сцены, особенно мёртвые и искалеченные тела, однако в письме к Рул он отрицал это. Мишо писал о том, что Тед много пил и бродил по району в поисках незанавешенных окон, надеясь увидеть переодевающуюся женщину или что-либо столь же интересное для него.
Описание его социальной жизни также варьируется. Он сказал Мишо и Эйнсуэрту, что подростком стремился к одиночеству. Он не понимал отношений между людьми. У него не было естественного умения заводить друзей.

Я не знал, что делает те или иные вещи значимыми. Я не знал, что заставляет людей хотеть быть друзьями. Я не знал, что делает людей привлекательными друг для друга. Я не знал, что лежит в основе социального взаимодействия.
Оригинальный текст (англ.)«I didn't know what made things tick. I didn't know what made people want to be friends. I didn't know what made people attractive to one another. I didn't know what underlay social interactions.»

Тем не менее, одноклассники говорили, что в школе его знали и любили.

### Университетские годы
Проучившись год в местном университете Пьюджет-Саунда, он перевёлся в Вашингтонский университет, чтобы изучать китайский язык. В 1967 году он начал встречаться со своей однокурсницей, известной под несколькими псевдонимами, самый распространённый из которых — Стефани Брукс.
В начале 1968 года он бросил учёбу и стал подрабатывать в разных местах. Он был добровольцем в сиэтлском офисе президентской кампании Нельсона Рокфеллера и принял участие в Республиканской национальной конвенции 1968 года в Майами, штат Флорида, как его сторонник. Вскоре после этого Стефани бросила его и вернулась к семье в Калифорнию. Причиной разрыва, по словам самой Стефани, стали «незрелость Теда и отсутствие у него амбиций». Опустошённый расставанием, Банди путешествует по Колорадо, затем гостит у родственников в Арканзасе и Филадельфии, где учится один семестр в Темпльском университете.
В 1969 году он возвращается в Вашингтон. Тогда же он встречает Элизабет Клёпфер (также известна под псевдонимами Мег Андерс, Бет Арчер и Лиз Кендалл). Их бурный роман продолжался до того, как он попал в тюрьму в 1976 году. В середине 1970 года Банди, уже более целеустремлённый, снова поступает в Вашингтонский университет, на этот раз он решает учиться на психолога. Банди стал отличником и любимцем профессоров. В 1971 году он получил работу на телефоне доверия кризисного центра Сиэтла для самоубийц. Там он и встретил Энн Рул, автора одной из самых известных биографий Банди — The Stranger Beside Me («Незнакомец рядом со мной»). Тогда Рул не находила ничего отталкивающего в личности Банди.
Банди окончил Вашингтонский университет со степенью в области психологии в 1972 году. Вскоре после этого он стал работать на губернатора Вашингтона Дэниэла Дж. Эванса. Во время кампании Банди следовал за противником Эванса от Демократической партии по всему штату, записывая его речи на магнитофон и передавая их лично Эвансу. Позже разгорелся незначительный скандал, когда демократы узнали Банди, выдававшего себя за студента. Осенью 1973 года Банди поступил в юридическую школу университета Пьюджет-Саунд.
Во время поездки по делам Республиканской партии в Калифорнию он встретил Стефани и снова начал встречаться с ней. Она поражалась переменам, которые произошли с Тедом: он превратился в профессионала, который, казалось, стоит на пороге успешной политической и юридической карьеры. В это же время он продолжал встречаться с Клёпфер. Женщины не знали о существовании друг друга.

## Убийства

#### ВашингтониОрегон
Точно неизвестно, когда и где Банди начал совершать убийства. Он рассказывал разные истории разным людям. Он отказывался рассказывать подробности ранних убийств, несмотря на то, что раскрыл детали своих поздних убийств незадолго до казни.
Своему адвокату Полли Нельсон он рассказывал, что в первый раз попытался похитить человека в 1969 году в Ошен-Сити, Нью-Джерси, но никого не убивал вплоть до примерно 1971 года в Сиэтле. Психологу Арту Норману — что он убил двух женщин в Атлантик-Сити в 1969 году.
Некоторые данные говорят о том, что впервые он похитил и убил Энн Мэри Берр в Такоме в 1961 году, когда Теду было почти 15 лет, но он неоднократно отрицал свою причастность к этому. Своё первое достоверно известное убийство он совершил в возрасте 27 лет в 1974 году.
4 января 1974 года Банди в Университетском районе Сиэтла проникает в полуподвальную комнату 18-летней Карен Спаркс (в некоторых источниках названной Джони Ленц или Терри Колдуэлл) — танцовщицы и студентки Вашингтонского университета. Он ударил спящую девушку по голове металлическим прутом из каркаса кровати и изнасиловал её с помощью расширителя. Спаркс получила обширные внутренние повреждения и необратимые повреждения головного мозга, но выжила, очнувшись спустя 10 дней после нападения. Однако она ничего не помнила.
Менее чем через месяц, в ночь с 31 января на 1 февраля, Банди проникает в дом, находящийся всего в двух кварталах от дома Карен Спаркс, который снимали студентки: Линда Энн Хили и четыре её подруги. Банди, пройдясь по дому, зашёл в полуподвальную комнату Линды Хили, студентки факультета психологии Вашингтонского университета и ведущей на радио прогноз погоды для лыжников. Он заткнул ей рот кляпом, связал, избил её до кровотечения, раздел, затем, по своим словам, совершил «некоторые действия сексуального характера», надел на голову наволочку, завернул в простыню и унёс с собой, прихватив её рюкзак, джинсы, белую блузку, сапоги. Соседки Хили, несмотря на тонкие стены в доме, ничего не слышали и думали, что она, как обычно, рано утром уехала на работу на радиостанцию. Однако Хили не приехала на работу, не появилась она и на занятиях. Её комната, на первый взгляд, была чистой и прибранной, кровать заправлена без единой морщинки. Девушка, казалось, исчезла без следа.
Как выяснилось после первого ареста Банди, его нападение на Хили не было случайным: он недавно вместе с ней учился в одной группе по психологии в Вашингтонском университете, его двоюродная сестра была знакома с Хили, а выписка из его кредитной карты показала, что он в течение нескольких дней перед похищением следил за ней.
Студентки продолжали пропадать примерно по одной в месяц. 12 марта девятнадцатилетняя Донна Гейл Мэнсон, студентка Колледжа Вечнозелёного штата, отправилась на джазовый концерт, но так там и не появилась. 17 апреля студентка Сьюзан Илейн Ренкорт пропала в Элленсберге (120 км от Сиэтла) после научного собрания в центральной библиотеке колледжа. Позже две студентки рассказывали, что в вечер похищения и за три дня до него встречали около библиотеки мужчину с рукой на перевязи, который просил их помочь ему загрузить большое количество книг в свою машину, Фольксваген «Жук».
6 мая пропала Роберта Кэтлин Паркс (20 лет), студентка факультета искусств и мировой религии Университета штата Орегон в Корвалиссе (420 км от Сиэтла). Она около 11 часов вечера вышла из общежития в университетском кампусе на свою обычную вечернюю прогулку, сказав соседке по комнате, что вернётся через час. Но Кэтлин так и не вернулась, ни в этот день, ни на следующий. Никто ничего не видел, никто ничего не запомнил. Девушка просто растворилась в воздухе. Как позже рассказал сам Банди, он зашёл в бар в the Student Union Building, увидел одиноко сидящую девушку, пьющую кофе, подсел к ней, представился студентом, завязал разговор. Поняв, что понравился девушке, он пригласил её в ресторан в получасе езды от кампуса. Кэтлин согласилась и поехала с Банди, тем самым, попав к нему в руки.

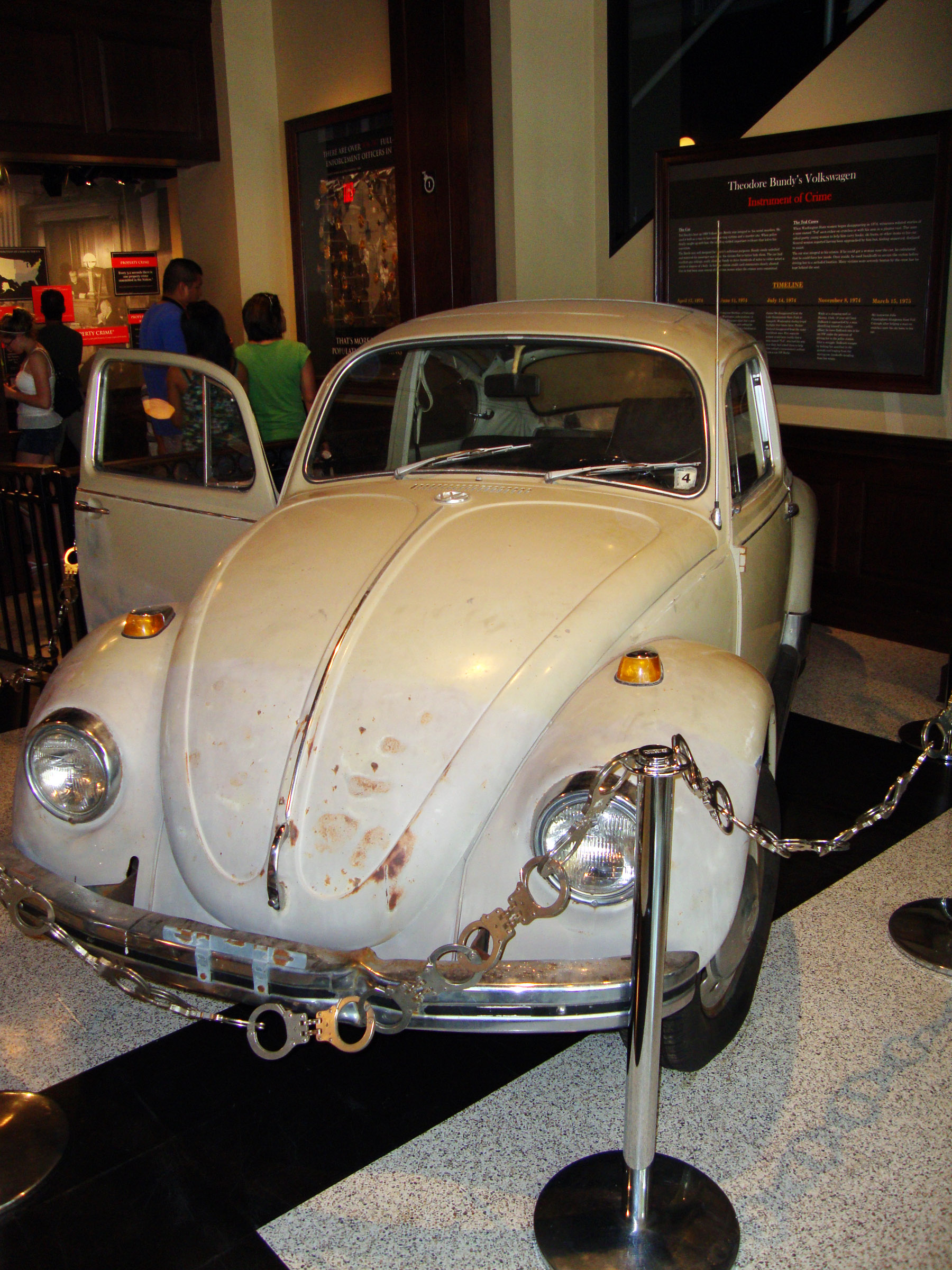
Фольксваген «Жук» Теда Банди. Сейчас он находится в Национальном музее преступления и наказания в Вашингтоне

В ночь на первое июня из Бериена, пригород Сиэтла (штат Вашингтон), после вечеринки в кафе «Flame Tavern» пропала Бренда Кэрол Болл (22 года). Последний раз её видели в 2 часа ночи около кафе разговаривавшей с мужчиной-шатеном с рукой на перевязи.

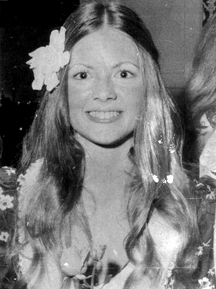
Джорджанна Хокинс

Около 1 часа ночи 11 июня студентка Вашингтонского университета Джорджанна Хокинс (18 лет) таинственно исчезла в университетском кампусе, идя по освещённой дороге от общежития своего парня к своему общежитию, находившихся в 40 метрах друг от друга. На следующее утро вся дорога была прочёсана детективами и криминалистами из Сиэтла, но они ничего не нашли. Свидетели показали, что видели человека на костылях с загипсованной ногой недалеко от общежития, который пытался тащить чемодан. Одна из женщин сказала, что он попросил её помочь ему донести чемодан в светло-коричневый Фольксваген «Жук».
Тогда Банди работал на Вашингтонский государственный департамент аварийно-спасательных служб (англ. Washington State Department of Emergency Services (DES)) — правительственное агентство, которое, среди прочего, занимается поиском пропавших людей. Там он познакомился и начал встречаться с Кэрол Энн Бун, дважды разведённой женщиной с двумя детьми. Позже она станет его женой.
Пропажа шести женщин и жестокое избиение Спаркс освещались в газетах и на телевидении на территории штатов Вашингтон и Орегон. Страх распространился среди населения. На правоохранительные органы сильно давили, но немногочисленность улик сильно затрудняла их работу. Представители полиции не делились с журналистами даже тем немногим, что они знали, боясь навредить ходу следствия. Были отмечены некоторые сходства между жертвами: все они пропали ночью, часто недалеко от места, где велись строительные работы и незадолго до экзаменов; все жертвы были одеты в брюки или джинсы; в большинстве случаев на месте преступления видели мужчину с перевязью или гипсом, который ездил на Фольксвагене «Жуке».
События достигли своей кульминации 14 июля, когда при свете дня были похищены две женщины на переполненном пляже в Парк-Лейк-Саммамиш в Иссакве, городе в 32 км от Сиэтла. Пять женщин описали похитителя как привлекательного мужчину в белом теннисном костюме с левой рукой на перевязи, с лёгким акцентом, похожим на британский или канадский. Он представлялся Тедом. Он просил их помочь загрузить парусник на свою машину, Фольксваген «Жук». Четверо отказались, одна, Мэри Осмер (22 года), пошла с ним. Когда они подошли к машине, она увидела, что парусного судна около машины нет. Спросив, где же судно, получила ответ, что за парусником надо съездить в дом к его родителям, который «тут прямо на холме». Сославшись на то, что её ждут родители, девушка поспешила уйти. Три свидетеля, загоравших на пляже рядом с привлекательной блондинкой Дженис Энн Отт (23 года, инспектор в ювенальном суде Сиэтла), видели, как этот мужчина подошёл к девушке и попросил её поехать с ним в дом к его родителям в Иссакву, чтоб помочь ему привезти оттуда лодку. Несмотря на очевидную нелепость просьбы, Дженис Отт согласилась, заявив, что после возвращения будет сама управлять парусником. Видимо, Отт сочла эту просьбу всего лишь флиртом со стороны симпатичного мужчины. Оживлённо разговаривая, парочка покинула пляж. Через четыре часа Банди увёл с пляжа Денис Насланд (18 лет), которая покинула загоравших друзей, чтобы посетить уборную. В последний раз её видели разговаривающей с мужчиной в теннисном костюме с рукой на перевязи. Больше девушек живыми никто не видел. Позже Банди сказал биографу Стивену Мишо, что, когда он привёл в своё убежище Денис Насланд, Дженис Энн Отт всё ещё была жива. Он их изнасиловал и убил, одну девушку на глазах другой, но незадолго до казни, по словам его адвоката Полли Нельсон, он якобы отказался от этих показаний.
Вскоре листовки с описанием Банди и его машины разослали по Сиэтлу и ближайшей к нему области. Его фоторобот был показан в прессе и по телевидению. Элизабет Клёпфер, Энн Рул, сотрудник DES и профессор психологии Вашингтонского университета опознали по ним Теда Банди . Но детективы, получавшие по 200 сообщений в день, не обратили внимания на студента-юриста без судимостей.
6 сентября двое охотников на тетеревов наткнулись в лесу, в густом кустарнике, на останки Отт (нижнюю челюсть, бедренные кости и волосы) и Насланд (череп, бедренные кости, волосы и грудную клетку с несколькими рёбрами) в 3,2 км от парка Лейк Саммамиш. Несколько «лишних» костей (кости бедра и несколько позвонков), найденных на том же месте, позже были определены самим Банди как останки Джорджанны Хокинс.
Через полгода, 2 марта 1975 года, останки Хили (нижняя челюсть), Рэнкорт (череп и нижняя челюсть), Паркс (череп и нижняя челюсть) и Болл (череп и нижняя челюсть) были найдены в лесной чаще на горе Тейлор, недалеко на восток от Иссаквы. Останки Донны Гейл Мэнсон так и не нашли.

#### Айдахо,Юта,Колорадо
В августе 1974 года Банди поступил в Университет Юты на юриста и переехал в Солт-Лейк-Сити, оставив Клёпфер в Сиэтле. Несмотря на то, что он часто ей звонил, он встречался «по крайней мере с дюжиной» других женщин. В ходе обучения он был разочарован собственными умственными способностями. Он не понимал программу, а другие студенты имели интеллектуальное преимущество над ним, хотя он обучался юриспруденции во второй раз. В Юте он также стал членом Церкви Иисуса Христа Святых последних дней, но не стал активным прихожанином и нарушал многие мормонские ограничения. Когда после ареста Банди спросили, к какой религии он себя причисляет, он ответил, что считает себя методистом.
Новые убийства Банди оставались незамеченными, пока он сам не признался в них незадолго до казни. 2 сентября он изнасиловал и задушил до сих пор не опознанную автостопщицу в Айдахо. Труп он или сбросил в ближайшую реку, или оставил и вернулся на следующий день, чтобы сфотографировать и расчленить свою жертву. 2 октября он убил 16-летнюю Нэнси Уилкокс в городе Холладей, пригороде Солт-Лейк-Сити. По словам Банди, он пытался ограничить свои патологические желания, только насилуя жертв, но не убивая их. Уилкокс он убил случайно, когда пытался заставить её замолчать. Он захоронил Уилкокс в парке Капитол-Риф, но её останки не были найдены.
Вечером 18 октября 17-летняя дочь местного шефа полиции Мелисса Смит пропала в маленьком мормонском городке Мидвейле, ещё одном пригороде Солт-Лейк-Сити, возвращаясь домой. Мелисса Смит пришла в ресторан в полукилометре от её дома, чтобы поговорить с работавшей там подругой, которую бросил парень. После разговора она около 22 часов отправилась домой. Девять дней спустя её обнажённое тело нашли на территории Summit Park, в горах Уосатч, в 30 километрах от Солт-Лейк-Сити. Вскрытие показало, что она была жива в течение семи дней после исчезновения. Ночью 31 октября в 35 км от города Лихай по пути из кафе пропала 17-летняя Лора Энн Эйм. Её тело обнаружили туристы семь дней спустя, на День благодарения, в Американ-Форк-Каньоне, находящемся в Национальном заповеднике Винтер-Уосатч-Кэш. Обе женщины были жестоко избиты, изнасилованы, в том числе анально, и задушены нейлоновыми чулками. Через несколько лет Банди описал ритуалы, которые он проводил с уже мёртвыми девушками — он мыл их волосы с шампунем и наносил макияж.
В г. Мюррей (пригород Солт-Лейк-Сити) 18-летняя Кэрол ДаРонч едва спаслась от Банди. Вечером 8 ноября ДаРонч приехала на своём автомобиле к торговому центру «Fashion Place Mall», около километра от пиццерии, где в последний раз видели Мелиссу Смит. Прогуливаясь по торговому центру, Кэрол остановилась около витрины книжного магазина посмотреть книги. Там к ней около 19:30 подошёл Банди, представился офицером Роузлендом и сказал, что кто-то пытался проникнуть в её машину. Банди попросил её проехать с ним в полицейский участок, чтобы написать заявление. На улице уже стемнело, когда Банди привёл девушку к своему автомобилю. Её сильно удивило, что офицер полиции ездит не на полицейской машине, а на потрёпанном фольксвагене-«Жуке». На просьбу показать жетон Банди только покрутил перед лицом ДаРонч своим бумажником. Это было странно и подозрительно, однако девушка допустила мысль, что перед ней офицер под прикрытием и в машину села. Банди резко сорвался с места и погнал свой «фольксваген», но не к полицейскому участку, а куда-то в сторону. Когда он свернул на какую-то улицу и резко затормозил, девушка тотчас открыла дверь и рванулась из машины, но Банди успел поймать её за руку, втащил обратно в салон и защёлкнул браслет наручников на её правой руке. Девушка начала отчаянно бороться: бить его, царапать, кусаться. В пылу борьбы Банди застегнул и второй браслет на её правой руке. Тогда Кэрол резко оттолкнула Банди и выскочила из машины. Банди кинулся за ней, держа в руке свой лом. Он схватил её, прижал к капоту машины, пытаясь ударить по голове. Однако девушка отчаянно отбивалась, перехватив его руку с ломом. Ожесточённая борьба завершилась тем, что Кэрол со всей силы пнула Банди в пах, вырвалась и бросилась навстречу подъезжавшему автомобилю.
Тем же вечером около 22 часов пропала 17-летняя Дебра Кент, ученица старшей школы Вьюмонт в городе Баунтифул (в 20 мин. езды от г. Мюррей). Она пропала во время школьной театральной постановки. В антракте Дебра решила забрать своего младшего брата со скейт-площадки, она пошла на парковку около школы к своему автомобилю и исчезла. Позже полицейские, обыскивая парковку, нашли ключ от наручников Кэрол ДаРонч. Во время спектакля Банди видели ученики и учитель актёрского мастерства, 24-летняя Рэлинн Шеппард. По словам Шеппард, перед началом постановки неизвестный мужчина подошёл к ней в холле школы и попросил её помочь ему найти на стоянке его машину, она, извинившись, ответила, что занята, и ушла по своим делам. В перерыве спектакля этот мужчина подошёл к ней снова и, уставившись на её грудь, стал говорить, что он не спускал с неё глаз, она ему очень понравилась, особенно её длинные чёрные волосы, и что она сейчас же должна пойти с ним, чтоб помочь найти его машину. Шеппард с отвращением отвернулась и ушла.
В ноябре Элизабет Клёпфер, прочитав, что в городах недалеко от Солт-Лейк-Сити пропадают молодые женщины, снова позвонила в полицию. Детектив Херджешаймер подробно расспросил её. После этого подозрения насчёт Банди возросли, но свидетели с озера Саммамиш, которых полиция считала самыми надёжными, не опознали его по фото. В декабре Клёпфер связалась с офисом шерифа округа Солт-Лейк и повторила свои подозрения. Банди был добавлен в список подозреваемых, но ничего серьёзного не связывало его с убийствами в Юте. В январе 1975 года он вернулся в Сиэтл после экзаменов и провёл неделю с Клёпфер. Она не рассказала Теду, что трижды сообщала о нём полиции, и планировала навестить его в Солт-Лейк-Сити в августе.
В 1975 году он переместил свою преступную деятельность восточнее, в Колорадо. 12 января 23-летняя медсестра Карин Кэмпбелл таинственно пропала на курорте Сноумас-Виллидж в Колорадо. Отправившись «на минутку» из холла отеля, где она сидела со своим женихом, к себе в номер за журналом, она исчезла. В последний раз её видели выходящей из лифта у себя на этаже. Через месяц её обнажённое тело было случайно обнаружено в сугробе в заброшенном месте за пределами курорта. Её ударили тупым предметом по голове и задушили; тело было покрыто порезами. 15 марта по пути в свою квартиру в Вейле (160 км от Сноумасс-Виллидж) пропала Джули Каннингем, лыжный инструктор. Позже Банди сказал следователям из Колорадо, что он подошёл к ней на костылях и попросил помочь донести лыжные ботинки к машине, где он оглушил её и надел наручники, а затем изнасиловал и задушил в отдалённом месте около города Райфл в 140 км от Вейла. Несколькими неделями позже он вернулся на место преступления, чтобы посмотреть на останки Джули.
Денис Оливерсон, 25 лет, пропала 6 апреля недалеко от границы Юта-Колорадо в Гранд-Джанкшен, когда ехала на велосипеде к дому своих родителей. Её велосипед и сандалии были найдены под автострадным путепроводом. 6 мая Банди заманил возвращавшуюся из школы 12-летнюю Линетт Калвер в г. Покателло (штат Айдахо) к себе в автомобиль. Увёз её в мотель, где изнасиловал и утопил в ванне, а затем снова надругался над уже мёртвым телом. Позже он сбросил труп в реку Снейк.
В середине мая трое коллег Банди из DES, включая Кэрол Энн Бун, остались у него на неделю в Солт-Лейк-Сити. В июне Банди на неделю приехал к Клёпфер в Сиэтл, и они решили пожениться на Рождество. Банди не рассказал ей, что все ещё поддерживает отношения с Бун, и про свой роман со студенткой-юристом из Юты, известной как Ким Эндрюс или Шэрон Ауэр.
27 июня 15-летняя Сюзан Кёртис из Баунтифула (штат Юта) и две её подруги приехали на велосипедах в кампус Университета Бригама Янга на молодёжную конференцию. Вечером того же дня, после официального ужина в банкетном зале Студенческого центра, Сюзан пошла в своё общежитие, до которого было пять минут ходьбы, и пропала. Больше девушку никто не видел. Похищение и убийство Кёртис стало последним признанием Банди, оно было записано за несколько минут до казни. Тела Уилкокс, Кент, Каннингэм, Калвер, Кёртис и Оливерсон не были найдены.

### Арест и первый суд
Впервые Банди арестовали в августе 1975 года в Грейнджере (сейчас Вест-Вэлли-Сити), когда он отказался остановиться по приказу офицера дорожного патруля для обычной проверки. При обыске в его машине были обнаружены: лыжная маска, маска из колгот, лом, мешки для мусора, моток верёвки, наручники, ледоруб и другие предметы, которые обычно используются для краж со взломом. Банди объяснил, что лыжная маска нужна ему, чтобы кататься, наручники он нашёл на мусорном баке, а остальное — просто предметы домашнего обихода. Тем не менее, детектив Джерри Томпсон вспомнил, что похожего человека и машину разыскивают за похищение ДаРонч, а также имя Теда Банди, которое назвала Клёпфер. Полиция провела обыск его квартиры, но не нашла никаких серьёзных улик против Банди. Позже он говорил, что они не нашли фотографии его жертв, которые он спрятал в подсобке. Банди выпустили под залог.
Полиция Солт-Лейк-Сити поместила Банди под круглосуточное наблюдение, а Томпсон и ещё два детектива отправились в Сиэтл, чтобы взять показания у Клёпфер. Она рассказала им, что в год до отъезда Банди в Юту обнаружила у него вещи, наличие которых она «не могла объяснить»: набор костылей, мешок гипса, мясницкий нож, никогда не использовавшийся для готовки, хирургические перчатки, восточного вида нож в деревянном футляре и мешок с женской одеждой. Также она вспомнила, что Банди постоянно ходил у всех в должниках. Она подозревала, что всё, что у него было существенного, Банди украл. Однажды, когда она стала выяснять происхождение нового телевизора и стерео, Банди предостерёг её, что если она кому-нибудь расскажет, он свернёт ей шею. Также он очень расстраивался каждый раз, когда она отстригала свои длинные волосы. Иногда она просыпалась из-за того, что Банди с фонариком в руках рассматривал под одеялом её тело. Он держал ушковый гаечный ключ в багажнике её машины (она также владела тем самым Фольсквагеном «Жук», который Банди часто одалживал), якобы «для защиты». Детективы выяснили, что Банди не был вместе с Клёпфер в те ночи, когда пропадали девушки. Немногим позже у Клёпфер брала показания детектив из отдела убийств Сиэтла Кэти Макчесни и узнала о существовании Стефани Брукс и их помолвки с Банди в 1973 году.
В сентябре Банди продал Фольксваген жителю Мидвейла. Он был конфискован полицией Юты, а техники из ФБР разобрали и обследовали автомобиль. Они обнаружили волосы, совпадающие с волосами Карин Кэмпбелл. Также были обнаружены пряди волос Мелиссы Смит и Кэрол ДаРонч, но они были признаны «микроскопически неразличимыми». Работник лаборатории ФБР Роберт Нилл пришёл к выводу, что обнаружение в одной машине прядей волос, случайно оказавшихся там, трёх разных жертв, которые никогда не встречались при жизни, было бы «совпадением ошеломляющей редкости».
2 октября 1975 года ДаРонч опознала Банди как «офицера Роузленда». Свидетели из Баунтифула также опознали его как незнакомца, крутившегося возле школы, где пропала во время театральной постановки Дебра Кент. Для того, чтобы обвинить его по делу Дебры Кент, не хватало улик, однако их было более чем достаточно, чтобы вменить ему в вину похищение и попытку нападения на ДаРонч. Он был освобождён под залог в 15 тысяч долларов, который оплатили его родители. Он провёл большую часть времени между предъявлением обвинения и судом в доме Клёпфер в Сиэтле. Несмотря на освобождение, за ним пристально следили. «Когда мы выходили куда-нибудь, — писала Клёпфер, — столько полицейских машин заводилось позади нас, что это было похоже на начало „500 миль Индианаполиса“».
В ноябре три главных следователя по делу Банди — Джерри Томпсон из Юты, Роберт Кеппел из Вашингтона и Майкл Фишер из Колорадо встретились и обменялись информацией с другими следователями из пяти штатов в Аспене. Когда собравшиеся покидали собрание (позже ставшее известным как Аспенский саммит), они решили, что прежде чем обвинять Банди в других убийствах, нужно собрать серьёзные доказательства, хотя и были уверены, что убийца — именно он.
23 февраля 1976 года Тед Банди предстал перед судом за похищение Кэрол ДаРонч. По совету своего адвоката, Джона О’Коннелла, он воспользовался своим правом на суд присяжных. 1 мая, после четырёх дней суда и двух дней обсуждения, судья нашёл его виновным в похищении и нападении. Банди был приговорён к 15 годам лишения свободы в тюрьме штата Юта. В октябре его обнаружили прячущимся за кустами на тюремном дворе. Он держал в руках «набор для побега» — дорожные карты, расписание самолётов и карту социального обеспечения. За это он провёл несколько недель в одиночной камере. Через месяц власти Колорадо предъявили ему обвинение в убийстве Карин Кэмпбелл. Для этого в январе 1977 года его перевезли в Аспен.

### Побеги
7 июня 1977 года Банди перевезли из тюрьмы округа Гарфилд в Гленвуд-Спрингс, Колорадо, в суд округа Питкин для проведения предварительного слушания. Он решил защищать себя сам, поэтому на него не стали надевать наручники или кандалы. Во время перерыва он попросил посетить библиотеку при суде, чтобы провести некоторые исследования по своему делу. Скрывшись за книжным стеллажом, он открыл окно, спрыгнул со второго этажа, вывихнув правую лодыжку, и скрылся. Он выбрался из города через гору Аспен. Несколько дней он отдыхал в охотничьей хижине близ вершины. Потом он отправился на юг к городку Крестед-Бьютт, но заблудился в лесу и бесцельно бродил по лесу два дня. 10 июня Банди вломился в походный трейлер у озера Марун в 16 км от Аспена, украв еду и парку. Три дня спустя он угнал машину с территории гольф-клуба Аспена. Простывший, лишённый сна и страдающий от постоянной боли в лодыжке Банди поехал обратно в Аспен, где его машину заметили двое полицейских. Он был в бегах шесть дней.
Привезённый обратно в Гленвуд-Спрингс, Банди проигнорировал совет своих друзей и юридических консультантов оставаться там. Изначально слабо выстроенное против него дело о похищении и убийстве Кэрин Кэмпбелл рушилось на глазах. Было принято несколько заключений в пользу Банди, а часть прямых доказательств признана неприемлемой. «Более рационально мыслящий обвиняемый понял бы, что у него хорошие шансы быть оправданным по делу Кэрин Кэмпбелл. Это могло разубедить в его виновности других прокуроров… а потом ещё года полтора работы над делом ДаРонч, и он мог стать свободным человеком». Вместо этого Банди готовил новый план побега. Он раздобыл лезвие от ножовки и за полгода собрал 500 долларов наличными — деньги ему проносили посетители, в частности, Кэрол Энн Бун. Он проделал небольшую дыру в потолке своей камеры. Сильно похудевший Банди был способен в неё протиснуться. В последующие недели он проделал несколько пробных пробежек, изучая периметр. Информатор сообщил офицерам, что слышит в камере Банди движения по ночам, но это не было проверено. 23 декабря 1977 года было решено перенести слушания по делу в другой судебный округ, в Колорадо-Спрингс. 30 декабря Банди с помощью книг и документов создал видимость его лежащего тела на двухъярусной кровати и сбежал. Он проник в квартиру начальника тюрьмы, который ушёл на вечер со своей женой, переоделся в его одежду и вышел через переднюю дверь.
Банди угнал машину и поехал на восток от Гленвуд-Спрингс, но вскоре автомобиль сломался. Проезжавший мимо мотоциклист подвёз Банди до Вейла. Там он сел в автобус на Денвер, а из Денвера вылетел в Чикаго. Пропажу Теда Банди обнаружили только 17 часов спустя, в полдень 31 числа. Тогда Банди уже был в Чикаго.

### События во Флориде
Из Чикаго Банди перебрался в Энн-Арбор, Мичиган. Спустя пять дней он угнал машину и отправился в Атланту, где пересел на автобус, следовавший в Таллахасси. Там он под именем Крис Хаген снял комнату неподалёку от Университета штата Флорида. Позже Банди рассказывал, что планировал найти себе работу и завязать с убийствами. Он знал, что сможет оставаться на свободе во Флориде, пока не привлечёт к себе внимание полиции, но от единственного предложения работы на стройке ему пришлось отказаться, так как работодатель потребовал предъявить водительские права для установления личности. Поэтому Банди стал воровать еду в магазинах и красть кредитные карты из бумажников, оставленных покупателями в тележках для продуктов.
Через неделю после прибытия в Таллахасси, примерно в 02:45 15 января, Банди вошёл через незапертую заднюю дверь в общежитие университета штата Флорида. Войдя в комнату Маргарет Боумэн, он жестоко избил её поленом, раздел догола, а затем задушил девушку её колготками. После этого он вошёл в комнату Лизы Леви, избил её тем же поленом, затем откусил один её сосок, сильно укусил за ягодицу, изнасиловал, в том числе и анально, флаконом спрея для волос и задушил колготками. В соседней комнате он напал на Кэти Клянер, проломив ей череп, сломав челюсть и сильно повредив плечо, и на Карен Чендлер, разбив ей голову, сломав челюсть, выбив зубы и раздробив палец. Как позднее выяснили детективы Таллахасси, все это произошло всего за 15 минут, в пределах слышимости более 30 человек, которые, тем не менее, ничего не слышали. Покинув общежитие, Банди пробежал несколько кварталов и проник в дом, который снимали три студентки. Через окно он влез в комнату студентки Флоридского университета Шерил Томас. Избил спавшую студентку, вывихнув ей плечо, сломав челюсть и череп. Раздел её и мастурбировал (на простыне нашли следы спермы). От смерти её спасло только то, что соседки поздно вернулись домой и ещё не легли спать. Они услышали шум в комнате Шерил, но побоялись войти туда и стали звонить ей по телефону. Это спугнуло Банди и он сбежал через окно, в которое влез. Шерил выжила, но частично потеряла слух и получила повреждения вестибулярного аппарата, что поставило крест на её карьере танцовщицы.

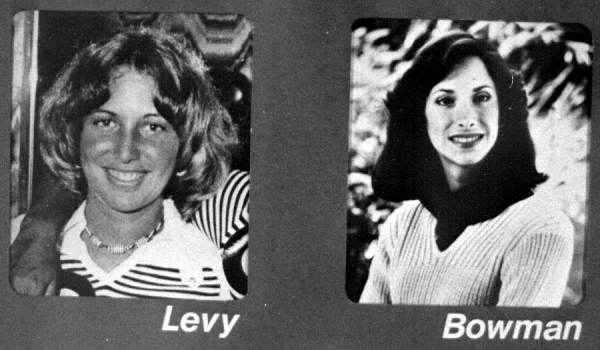
Лиза Леви и Маргарет Боумен

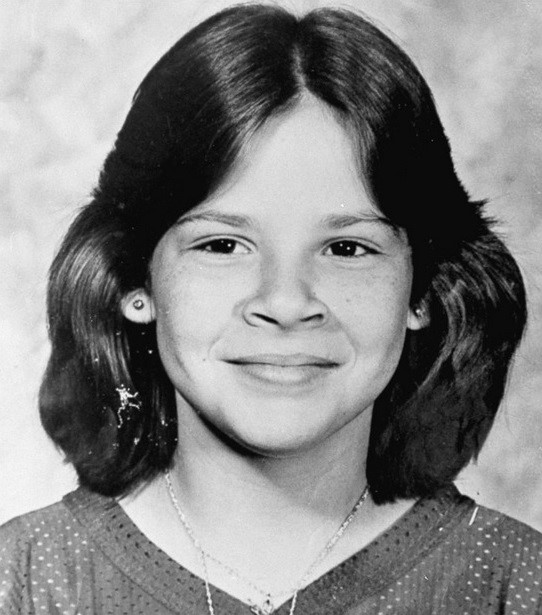
Кимберли Дайан Лич

8 февраля Банди отправился в Джексонвилль на угнанном во Флоридском университете фургоне. Там он подошёл к 14-летней девочке по имени Лесли Парментер, дочери полицейского, на автостоянке магазина Kmart, представившись пожарным Ричардом Бертоном, но поспешно ушёл, когда появился её старший брат. Тем же днём он проехал 97 км на запад в Лейк-Сити. На следующее утро учитель начальной школы Лейк-сити отпустил 12-летнюю Кимберли Дайан Лич домой за забытым кошельком; она так и не вернулась в класс. В результате интенсивных поисков её частично иссохшие (мумифицированные) останки были обнаружены семь недель спустя в свинарнике в 56 км от Лейк-сити.
В то же время у Банди начались финансовые проблемы, вдобавок он начал подозревать, что полиция подбирается к нему. Поэтому 12 февраля он угнал машину и вернулся в Таллахасси. Три дня спустя недалеко от границы с Алабамой его остановил офицер полиции Пенсаколы Дэвид Ли — он заподозрил, что его машина может быть недавно угнанным Фольксвагеном «Жуком». После проверки Ли попытался арестовать Банди, но тот ударил его по ноге и обратился в бегство. Тем не менее полицейский задержал его. В машине были обнаружены документы студентов Флоридского университета, 21 кредитная карточка и украденный им телевизор. По дороге в полицию Банди заявил Дэвиду Ли, который не подозревал, что задержал одного из самых опасных преступников Америки: «Лучше бы вы меня убили».

### Суд во Флориде и женитьба
Банди было предъявлено обвинение за убийства и нападение в общежитии Флоридского университета. Суд освещался более чем 250 журналистами со всех пяти континентов; также это был первый суд, который показывали по телевидению на всей территории США. Несмотря на то, что суд назначил ему пятерых адвокатов, Банди снова настаивал на том, чтобы защищать себя самому.

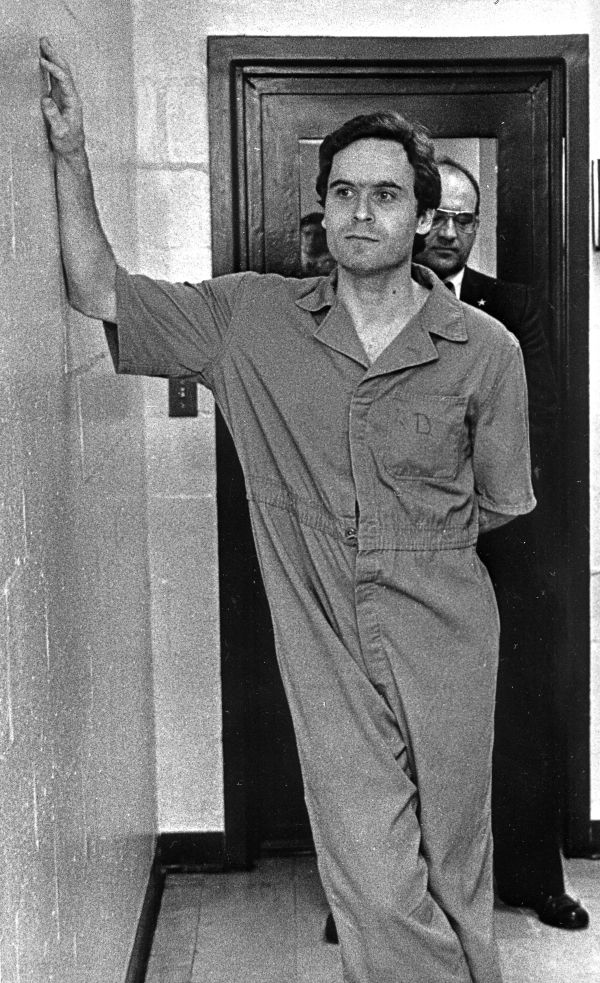
Банди на суде во Флориде. Июль 1978 года

Обвинение попыталось заключить с Банди соглашение о признании вины. В обмен на признание в убийствах Леви, Боумен и Лич они предлагали 75-летний приговор вместо смертной казни. Обвинение пошло на это, так как «перспективы проиграть дело для них были весьма велики». Для Банди же это было не только способом избежать смертной казни, но и тактическим ходом: он согласится на сделку, а через некоторое время могли потеряться или испортиться улики, свидетели могли умереть, переехать или забрать свои показания. В таком случае дело против него невозможно будет восстановить, и он сможет подать ходатайство об отмене соглашения и обеспечить себе оправдательный приговор. Тем не менее, в последнюю минуту Банди отказался от этого предложения.
Ключевыми доказательствами обвинения были показания Конни Хэстингс, которая видела Банди на территории общежития и Ниты Нири, которая видела Банди выходящим из здания общежития с поленом в руках. Другим доказательством был след от укуса на ягодице Лизы Леви, который совпал с зубами Банди. Суд присяжных совещался менее семи часов и признал Банди виновным в двух убийствах, трёх покушениях на убийство и двух кражах. Судья приговорил Банди к смертной казни за два убийства в общежитии.
Через 6 месяцев Банди предстал перед судом в Орландо за похищение и убийство Кимберли Лич. Банди снова был признан виновным и приговорённым к смерти. Главным свидетельством против него было показание женщины, которая видела, как Банди вёл девочку сo школьного двора в свой фургон. Важной материальной уликой были также волокна, обнаруженные на теле Лич, которые совпали с волокнами из пиджака Банди, в который он был одет во время ареста.
Во время завершающей стадии суда, во время того, как Кэрол Энн Бун давала показания, Банди неожиданно сделал ей предложение. Бун приняла его, и Банди объявил, что теперь они женаты (по закону штата Флорида, устное заявление о женитьбе в присутствии судьи считается законным заключением брака).
10 февраля 1980 года Банди в третий раз приговорили к смертной казни на электрическом стуле. Когда приговор был оглашён, Банди вскочил и закричал: «Скажите суду присяжных, что они неправы!».
В октябре 1982 года Бун родила от Теда Банди дочь.

### Признания и казнь

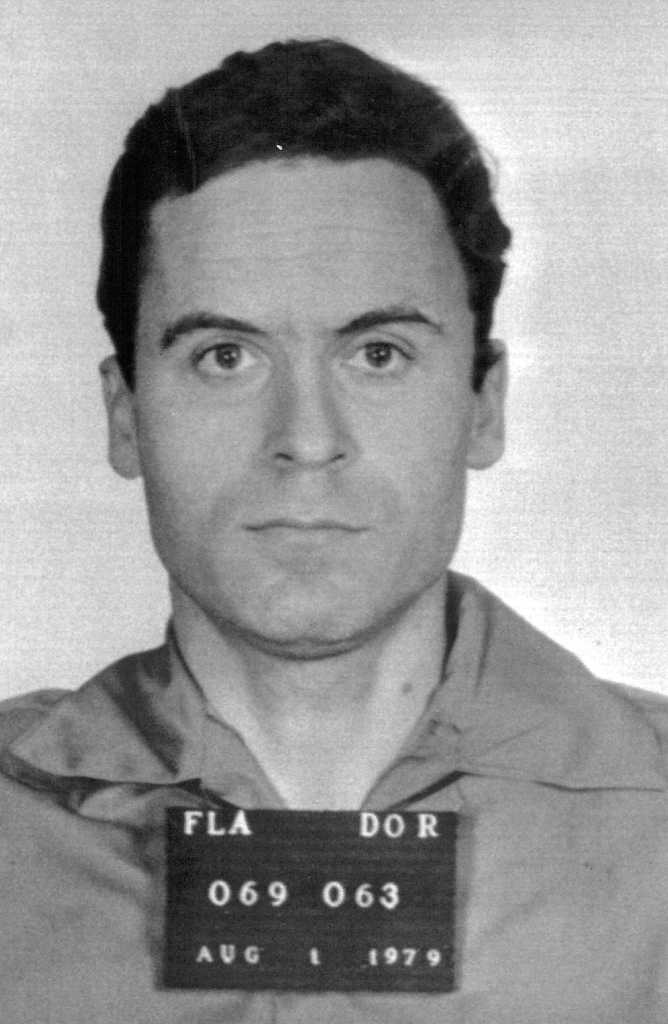
Банди после ареста за убийства в общежитии во Флориде. 1 августа 1979 года

Вскоре после суда за убийство Лич и долгого апелляционного производства Банди дал серию интервью Мишо и Эйнсворту, рассказывая обо всём в основном в третьем лице, чтобы избежать признания, где он впервые раскрыл детали своих убийств и образ мышления.
Он подробно рассказал о своих кражах. Он говорил, что крал, потому что хотел владеть вещами. «Я действительно наслаждался владением чем бы то ни было…», — говорил он. «Владение» также выступало как важный мотив для изнасилований и убийств. По его словам, сексуальное насилие удовлетворяло его потребность «полностью владеть» своими жертвами. Впервые он убил, чтобы избежать поимки; но потом убийства стали частью «приключения». Лишение жизни стало способом окончательно «овладеть» жертвой, а сексуальное насилие — физически овладеть её останками.
Также Банди доверился агенту ФБР Уильяму Хагмайеру из отдела поведенческого анализа. Он был поражён «глубоким, почти мистическим удовлетворением», которое Банди получал от убийств. «Он сказал, что убийства совершались им не из-за похоти или жажды насилия. Это было обладанием… Это часть тебя самого… (жертва) становилась частью тебя, и вы (двое) навсегда становились одним целым… и место, где он убил или оставил жертву, становилось священным, и тебя всегда тянуло обратно к нему» — рассказывал Хагмайер. Сначала Банди считал себя импульсивным убийцей, «любителем», но позже стал «хищником» (примерно когда им была убита Линда Хили в 1974 году). Это означало, что он, как и предполагалось, начал убивать до 1974 года, хотя он сам так никогда и не признался в этом.
Летом 1984 года в тюрьме он подвергся нападению. Хотя он отрицал, что был изнасилован, несколько заключённых признались в преступлении, которое одним из источников определено как «групповое изнасилование».
В октябре 1984 года Банди, считавший себя экспертом в области серийных убийств, заключил контракт с Робертом Кеппелом и предложил помощь в расследовании дела «Убийцы с Грин-ривер». Он составил хороший психологический портрет, но к нему никто не прислушался, и убийца ещё 17 лет находился на свободе.
Теда Банди должны были казнить 4 марта 1986 года, но событие перенесли, пока Полли Нельсон, новый адвокат Банди, работала над апелляцией за его предыдущие убийства. В апреле он рассказал ещё больше Хагмайеру и Нельсон — о том, как он часто возвращался на места, где он оставлял трупы своих жертв, чтобы полежать рядом и заняться сексом, пока те не сгнивали окончательно. В некоторых случаях он ехал несколько часов и оставался на всю ночь. В Юте он нанёс макияж на лицо уже мёртвой Мелиссы Смит и помыл волосы Лоры Эйм. «Если вы располагаете временем, — сказал он Хагмайеру, — они могут стать кем угодно, кем вы пожелаете». Он также ножовкой обезглавил как минимум двенадцать своих жертв, головы которых хранил у себя дома как сувениры и секс-игрушки. Когда головы девушек разлагались окончательно, Банди выбрасывал их в лесу или сжигал в камине своей сожительницы Клёпфер.
В начале 1986 года Банди переписывался с Джоном Хинкли-младшим, осуждённым за покушение на жизнь президента Рональда Рейгана. В числе прочего Банди посоветовал ему прочитать роман Достоевского «Преступление и наказание», а также назвался большим фанатом актёра Гэри Бьюзи.
Незадолго до окончательной даты казни 24 января 1989 года (до этого казнь переносили ещё дважды) он согласился откровенно говорить со следствием. Кеппелу он сознался в восьми уже известных убийствах в Вашингтоне и Орегоне, в которых и так был главным подозреваемым, и ещё в трёх, однако отказался назвать имена жертв, если он вообще когда-либо их знал; в том, что оставил тело Донны Мэнсон на горе Тейлор, а её голову сжёг в камине Элизабет Клёпфер. Он подробно описал, как заманил к машине Джорджанну Хокинс, оглушил, надел наручники, отвёз в Иссакву, изнасиловал и задушил её. Он пробыл всю ночь в машине с её телом и ещё трижды возвращался к трупу. «Он описал сцену преступления в Иссакве, — рассказывал Кеппел, — так, как будто находился на ней прямо сейчас. Мы почти могли видеть всё собственными глазами. Он действительно провёл очень много времени там». У Нельсон сложилось похожее впечатление: «Абсолютная мизогиния его преступлений и ярость, направленная на женщин, ошеломила меня, — писала она. — Он не знал пощады… и был полностью погружён в детали своих преступлений. Его убийства были достижением всей его жизни».
Детективам из Айдахо, Юты и Колорадо Банди признался в большом количестве преступлений, о которых полиции ничего не было известно. Он рассказал, что в Юте у него была возможность приносить трупы жертв домой, чтобы воссоздавать сцены с обложек детективных журналов. Вскоре стала понятна его скрытая стратегия: он не рассказывал всех деталей, оставляя картину неполной, надеясь на то, что его казнь отложат ещё раз. Он сказал, что есть ещё захоронения в Колорадо, но отказался уточнять где. Бывали случаи, когда он всё же рассказывал о деталях, которые не подтверждались. Детектив из Колорадо Мэтт Линдвалл считал, что такое поведение — следствие конфликта между его желанием отложить казнь и желания «полного владения» — он хотел быть «единственным человеком, который знал все места, где упокоены его жертвы».
Реальную картину своих преступлений Банди так и не открыл, ограничившись полупризнаниями, полунамёками.
Когда стало ясно, что отсрочек больше не будет, союзники Банди решили использовать единственную оставшуюся возможность — помилование от президента США. Дайан Уинер, молодой адвокат из Флориды и предполагаемый любовный интерес Теда Банди, попросила семьи некоторых жертв Банди подать петицию губернатору Флориды Бобу Мартинесу, чтобы Банди дали больше времени на раскрытие всей информации о своих убийствах. Все они отказались, а Мартинес ясно дал понять, что больше никаких задержек не будет. «Мы не будем манипулировать системой, — сказал он репортёрам, — для того, чтобы он мог торговаться за свою жизнь с помощью тел своих жертв».
Накануне казни Банди заговорил со следователями о суициде. «Он не хотел давать государству шанс полюбоваться своей смертью», — сказал об этом Хагмайер. 24 января 1989 года в 7:16 утра по североамериканскому восточному времени в тюрьме штата Флорида в муниципалитете Рейфорд Тед Банди был казнён на электрическом стуле. Во время казни толпа из примерно двух тысяч человек устроила праздник прямо напротив тюрьмы — они пели, танцевали, пускали фейерверки и радостно кричали, когда катафалк увозил тело Банди из тюрьмы. Его останки были кремированы в Гейнсвилле, а пепел развеян в неразглашённом месте в Каскадных горах согласно его воле.

## Образ действия и личности жертв

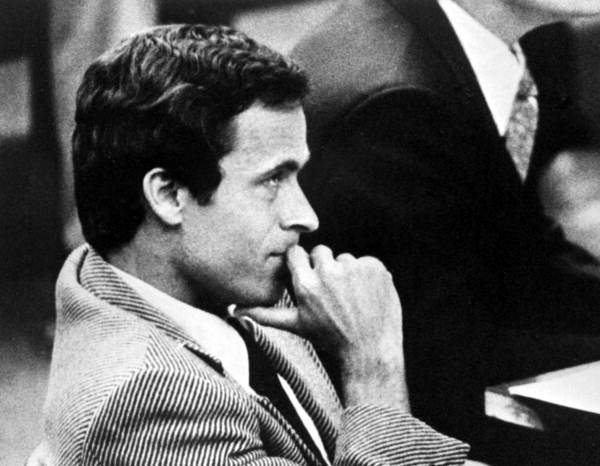
Тед Банди на флоридском суде

Банди был необычайно организованным и расчётливым преступником. Он использовал свои обширные знания методов криминалистики, чтобы оставаться вне поля зрения властей. География его преступлений была очень обширной, от штата Вашингтон (северо-запад США) до штата Флорида (юго-восток США); на его счету было уже 20 жертв, когда правоохранительным органам стало ясно, что за этими убийствами стоит один и тот же человек. Он использовал относительно бесшумные способы убийства, орудием для которых могли послужить обычные предметы домашнего обихода, — оглушение и удушение. Он избегал огнестрельного оружия из-за производимого им шума и специфических улик, которые они оставляли после себя. Он также обладал удивительным умением оставлять на месте преступлений минимум физических улик. Ни отпечатков пальцев, ни других неопровержимых доказательств так и не было найдено на местах преступлений, о чём неоднократно упоминал Банди, когда пытался доказать свою невиновность. Также трудности вызывала и его любопытная особенность внешности — на разных фотографиях он выглядел по-разному — полиция утверждала, что показывать его фотографии свидетельницам было бесполезно. Судья по делу ДаРонч, Стюарт Хэнсон-мл., говорил о нём: «… разные выражения лица так меняли его внешность, что были моменты, когда ты не был уверен, что смотришь на одного и того же человека». Банди знал об этой своей способности, и умело использовал её. Свою единственную особую примету, родинку на шее, он скрывал за воротниками водолазок и свитеров. Было сложно даже найти его Фольксваген: его цвет варьировался от свидетеля к свидетелю.
Почерк преступлений (Modus operandi) Теда Банди со временем становился всё более организованным и изощрённым, что, по мнению экспертов ФБР, типично для серийных убийц. Он заранее подготавливал орудие преступления, часто он носил гипс на ноге или перевязку на руке, чтобы у него был повод обратиться к потенциальной жертве за помощью. Иногда он представлялся работником полиции или пожарным. Банди казался красивым и харизматичным своим жертвам, чем он и пользовался, чтобы завоевать их доверие, «Тед заманивал женщин так же, — писал Мишо, — как безжизненный искусственный цветок дурачит пчелу». Банди подавлял сопротивление жертвы, а затем оглушал её, закреплял наручники на руках, подвергал сексуальному насилию и душил — там же, где встретил, или (чаще) отвозил в другое место в значительном отдалении. Во Флориде, видимо, находясь в стрессовом состоянии, он снова стал неизбирательно нападать на спящих жертв.
Погибших Банди раздевал, а их одежду сжигал. По его словам, сожжение одежды было не только ритуальным действием — он также делал это, чтобы уничтожить улики, которые могли связать его с убийством. Он часто возвращался на места своих преступлений, чтобы подвергнуть трупы актам некрофилии или чтобы загримировать и одеть их. Некоторых жертв находили в одежде, которой у них никогда не было, или с накрашенными лаком ногтями, который также не видел никто из их окружения. Также он снял многих своих жертв на Polaroid. «Когда ты трудишься, чтобы сделать что-то правильно, — объяснял он Хагмайеру, — ты не хочешь забывать об этом». Также он рассказал Кеппелу, а затем и Мишо, что потребление алкоголя было «важным аспектом» и он должен был быть «очень пьян» во время охоты.
Все известные жертвы Банди были белыми женщинами, большинство из них принадлежали к среднему классу, им было от 12 до 25 лет, и почти все они были студентками. Видимо, он никогда бы не попытался убить кого-то, кого уже встречал раньше. В своём последнем разговоре с Клёпфер он признался ей, что он стал намеренно держаться от неё на расстоянии, когда «он почувствовал всю мощь болезни, растущей внутри него».
В своей книге Рул замечает, что большинство жертв Банди имели длинные прямые волосы с пробором посередине — такие же, как Стефани Брукс. Рул предполагает, что обида Банди на его первую подругу была мотивирующим фактором в ряде его загадочных убийств. Однако в интервью 1980 года Банди отклонил эту гипотезу:

Они просто подобрали общие критерии — молодость и привлекательность. Слишком много людей купились на это дерьмо, что все девушки были похожи — волосы примерно одного и того же цвета, на пробор. Но если вы смотрите на это, почти всё было разным… физически они все были разными.

## Патология

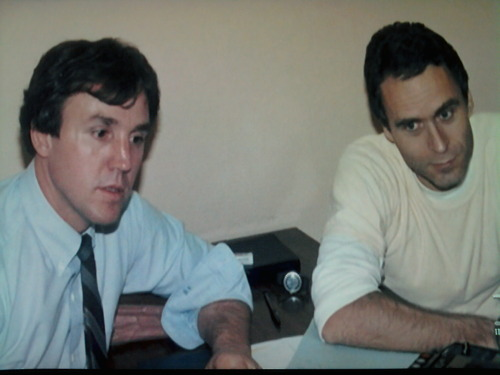
Хагмайер и Банди, 23 января 1989 года (за день до казни)

Тед Банди прошёл несколько психиатрических экспертиз. Выводы экспертов разнятся. Дороти Отнау Льюис изначально поставила ему диагноз «биполярное аффективное расстройство», но позже неоднократно изменяла своё решение. Она также не исключала возможность наличия у Банди раздвоения личности. Двоюродная бабушка описывала эпизод, во время которого Банди «… показался ей совсем другим, незнакомым человеком… стоя вместе с ним на железнодорожной станции, в сумерках, она неожиданно испугалась своего любимого внука. Он превратился в незнакомца».
Хотя большинство исследователей считает, что теперь невозможно точно определить диагноз Банди, большинство из них склоняется к наличию у него биполярного расстройства или другого психоза — такого, как, например, диссоциальное расстройство личности. Такие люди (их часто называют «социопаты» или «психопаты») — зачастую внешне обаятельны, даже харизматичны. Большинство из них не кажутся «психопатичными»; они легко отличают правильное от неправильного, но это не оказывает на их поведение серьёзного влияния. Они лишены чувства вины или раскаяния
, что признал и сам Банди — «Вина действительно ничего не решает». Другие отличительные черты социопата — нарциссизм и стремление манипулировать людьми.
И Рул, и Эйнсуорт отмечали, что Банди всегда пытался перенести вину за свои преступления на кого-то или что-то другое. Он признался в 30 убийствах, но не брал на себя ответственность ни за одно из них. Он обвинял своего жёсткого деда, отсутствие биологического отца, сокрытие истинного происхождения, алкоголь, СМИ, полицию, общество в целом, жестокость на телевидении, криминально-документальные журналы (true crime magazines), порнографию и даже самих жертв, но не себя самого.

## Жертвы
Банди сознался в 30 убийствах, однако настоящее число жертв остаётся неизвестным. Некоторые источники приписывают ему более 100 жертв. Сам Банди несколько раз делал намёки на то, что это может быть правдой. Он сказал Хью Эйнсуорту в 1980 году, что на каждое «опубликованное» убийство может приходиться одно неизвестное. Когда полицейские из Пенсаколы, Флорида, где Тед был арестован в последний раз, выдвинули предположение, что всего Банди убил 36 человек, он якобы сказал: «Добавьте ещё один знак, и будете правы», однако происхождение этой цитаты неизвестно, так как, судя по стенограммам, Банди лишь кивнул на многочисленные вопросы Норма Чэпмена о том, представляет ли количество его жертв трёхзначное число; в тюрьме Хью Эйнсворту Банди сказал, что "ждал, пока они (полицейские Пенсаколы) дойдут до четырёхзначного числа, чтобы кивнуть". Несколько лет спустя он сказал своему адвокату Полли Нельсон, что на его счету всего 35 жертв. Когда Тед сказал Кеппелу в беседе перед казнью, что в Вашингтоне он убил примерно одиннадцать женщин (однако на следующей беседе он отказался от этих слов, сказав, что просто "чувствовал", что их одиннадцать, а вспомнил только одну — автостопщицу из Тумуотера), тот по этому поводу писал: «Тед и я, мы оба знали, что общее число гораздо больше».
Вечером перед казнью он сознался Хагмайеру в следующих убийствах:
- Девять в Вашингтоне (включая Паркс, которая была похищена в Орегоне, но убита в Вашингтоне, и неопознанную автостопщицу из Тумуотера, Вашингтон).
- Пять в Юте.
- Три в Колорадо.
- Три во Флориде.
- Два в Орегоне (включая Паркс, одна жертва не опознана).
- Два в Айдахо, одна жертва не опознана.
- Одно в Калифорнии, жертва не опознана.

Следующий хронологический список включает в себя 20 жертв, чья личность известна, и пятеро известных выживших жертв.

### 1974 год

#### Вашингтон и Орегон
- 4 января: Карен Спаркс, 18 лет. Также известна как Джони Ленц. Оглушена во сне и подвергнута сексуальному насилию[43]. Выжила[42][41].
- 1 февраля: Линда Энн Хили, 21 год.
- 12 марта: Донна Гейл Мэнсон, 19 лет.
- 17 апреля: Сьюзан Илейн Ренкорт, 18 лет.
- 6 мая: Роберта Кэтлин Паркс, 20 лет.
- 1 июня: Бренда Кэрол Болл, 22 года.
- 11 июня: Джорджанна Хокинс, 18 лет.
- 14 июля: Дженис Энн Отт, 23 года;
- Денис Мэри Насланд, 18 лет.

#### Юта, Колорадо, Айдахо
- 2 октября: Нэнси Уилкокс, 16 лет.
- 18 октября: Мелисса Энн Смит, 17 лет.
- 31 октября: Лора Энн Эйм, 17 лет.
- 8 ноября: Кэрол ДаРонч, 18 лет, выжила[89];
- Дебра Кент, 17 лет.

### 1975 год
- 12 января: Карин Кэмпбелл, 23 года.
- 15 марта: Джули Каннингэм, 26 лет.
- 6 апреля: Денис Оливерсон, 25 лет.
- 6 мая: Линетт Калвер, 12 лет.
- 28 июня: Сьюзан Кертис, 15 лет.

### 1978 год

#### Флорида
- 15 января: Маргарет Боумен, 21 год;
- Лиза Леви, 20 лет;
- Карен Чандлер, 21 год, выжила[224];
- Кэти Кляйнер, 21 год, выжила[224];
- Шерил Томас, 21 год, выжила[224].
- 9 февраля: Кимберли Дайан Лич, 12 лет.

### Другие возможные жертвы
- Энн Мэри Бёрр, 8 лет. Бесследно пропала из своего дома в Такоме 31 августа 1961, Теду было почти 15 лет, когда она исчезла, но он отрицал причастность к исчезновению девочки, тело так и не было найдено[225].
- Стюардессы Лиза Вик и Лонни Трамбулл, обе 20-летние. 23 июня 1966 года[226] оглушены палкой во сне в своей квартире, расположенной недалеко от магазина, где работал Тед Банди, и где были постоянными покупателями. Трамбулл умерла, Вик выжила, но страдала постоянной потерей памяти в результате нападения. Кеппел отметил много сходств с убийствами в общежитии Флоридского университета[227].
- Сюзан Дэвис и Элизабет Перри. Были зарезаны 30 мая 1969 года.
- Бетси Ардсма
- Джойс ЛеПаж, 21 год, студентка Вашингтонского университета.
- Рита Лоррейн Джолли, 17 лет, и Вики Линн Холлар, 24 года. Обе пропали в Орегоне. Возможно, одна из них — та самая неидентифицированная орегонская жертва.
- Сандра Джин Уивер, 19 лет.
- Кэрол Л. Валенсуэла, пропала 2 августа 1974 года.
- Мелани Сюзанн Кули, 18 лет. Пропала 15 апреля 1975 года в Колорадо.
- Шелли Кей Робертсон, 24 года.
- Нэнси Перри Бэрд, 23 года.
- Дебби Смит, 17 лет.

## В массовой культуре

### В музыке
- Песня «I, Motherfucker (Ted Bundy)» группы «Church of Misery» рассказывает о Теде Банди.
- Песня «Meticulous Invagination» группы «Aborted» рассказывает о Теде Банди.
- Песня «Stripped, Raped, and Strangled» группы «Cannibal Corpse» рассказывает о Теде Банди.
- Песня «The Drifter» группы «Green on Red» рассказывает о Теде Банди.
- Песня «The Ted Bundy Song» группы «Macabre» рассказывает о Теде Банди.
- Песня «Ted Bundy» thrash metal группы «Coven» (не путать с «Coven») рассказывает о Теде Банди.
- Песня «Ted, Just Admit It…» группы «Jane's Addiction» рассказывает о Теде Банди.
- Песня «God Bless» группы «Combichrist» в списке имён.
- Песня «Breakfast with Bundy» группы «Agonoize» представляет собой некое подобие интервью вокалиста с Банди за завтраком, где задаются вопросы о том, что чувствует убийца, может ли Банди спать по ночам, осознавая свои злодеяния и т. д.
- Песня «Ted Bundy» группы Billy The Kid посвящена Теду Банди.
- Песня «Desire» группы «Slayer» посвящена Теду Банди.
- Песня MC Val — «Тед Банди» (feat. Insane Poetry) рассказывает о «Нейлоновом убийце».
- Песня Lektor — «Hawkins Girl’s Head» вставлены отрывки из интервью с Тедом Банди.
- Песня Svyat — «Секс и алкоголь» представлена метафора с упоминанием Банди.
- В песнях исполнителя Illumate — «StEP Promo» и «Oh, Man» представлены строчки с упоминанием Банди.
- Песня Anne группы «Bloodbath» — в начале песни приводится цитата из последнего интервью с Банди.
- Песня Ted Bundy группы Theory Of A Deadman является аллегорией, в которой исполнитель показывает, как соблазнял девушек убийца.
- Песня defloration federation — «Тед Банди».
- В песне ATL «Никакой эмпатии» упоминается Банди.
- В песне азербайджанского рэпера Okaber — «Qara yazı» упоминается Тед Банди.
- В песне группы TSB x OPT — «DRILL RU 5» (feat. VELIAL SQUAD) Uglycreepen упоминает Теда Банди.
- В песне Kizaru - «Serial Killa» упоминается имя Теда Банди.

### В кино
- «Осторожный незнакомец» — телефильм 1986 года. Самая первая экранизация жизни Банди, роль которого исполнил Марк Хэрмон.
- «Мамочка-маньячка-убийца» — чёрная комедия 1994 года, главная героиня переписывается с Тедом Банди.
- Упоминается в фильме 1995 года «Имитатор».
- «Американский психопат» (2000) — главный герой цитирует Теда Банди в своих разговорах и, подобно своему кумиру, коллекционирует головы жертв.
- «Потрошитель» — фильм 2002 года. В роли Банди — Майкл Рейли Бурк.
- «Незнакомец рядом со мной» — телефильм 2003 года. В роли Банди — Билл Кэмпбелл.
- «Убийства на реке Грин» — фильм 2004 года, в котором Тед Банди помогает детективам Роберту Кеппелу и Дейву Райхерту найти убийцу с Грин-Ривер. Теда Банди сыграл актёр Кэри Элвес.
- «Адское наследие» — фильм 2009 года. В роли Банди — Корин Немек.
- Упоминается в телефильме 2017 года «Лжец, Великий и Ужасный», где в самом конце Бернард Мейдофф недоумевает, что в одной из статей The New York Times его сравнивают с Тедом Банди.
- «Банди и убийца с Грин-Ривер» — фильм 2019 года, в котором два детектива разыскивающих серийного убийцу с реки Грин Гэри Риджуэй обращаются за помощью в расследовании к Теду Банди. В роли Банди Ричард Марк.
- «Красивый, плохой, злой» (2019) - американский триллер режиссёра Джо Берлингера. Главную роль исполнил Зак Эфрон.
- «Беседы с убийцей: Записи Теда Банди» — документальный сериал 2019 года.
- «Тед Банди: Влюбиться в убийцу» — документальный сериал 2020 года.
- «Охотник за разумом. Схватка» — фильм 2021 года. В роли Банди — Люк Керби.
- Тед Банди: Американский бугимэн — фильм 2021 года. В роли Банди — Чад Мюррей. В русской локализации фильм получил название «Красивый, плохой, злой: Начало».
- «Южный парк» — в эпизоде № 1011 под названием «Ад на земле 2006» Теодор Банди вместе с Джеффри Дамером и Джоном Уэйном Гейси выступает действующим лицом — подручным Сатаны.
- Упоминается в сериале «Части тела» (2-я серия 1-го сезона).
- Упоминается в сериале «Бесстыжие» (9-я серия «Первый приговор Карла» 5-го сезона).
- Упоминается в сериале «Обмани меня» — (11-я серия «Удар дьявола» 2-го сезона).
- Упоминается в сериале «Доктор Хаус» (12-я серия «Раскаяние» 6-го сезона).
- Упоминается в сериале «Тюрьма OZ» (6-я серия 1-го сезона).
- Упоминается в сериале «Я помню тебя» или «Привет, монстр» (2-я серия).
- Упоминается в 12-й серии 3-го сезона мультсериала «Суперособняк», 2018 год.
- Упоминается в сериале «Крик» — 1 сезон, 10 серия.
- Упоминается в сериале «Эйфория» (6-я серия «Следующая серия» 1-го сезона).
- Упоминается в сериале «Я знаю, что вы сделали прошлым летом» — 1 сезон, 7 серия.
- Часто упоминается в телевизионном сериале «Мыслить как преступник». Так, в первой серии первого сезона герои упоминают о его методе заманивания жертв в машину.
- Упоминается в корейской драме «Мышь» в 1 серии, 2021 год.
- Сериал «двойная идентичность» (пор: «Dupla identitade»), в котором главный герой Эду (Bruno Gagliasso) действует как свой кумир Тед Банди. Также используются цитаты Теда.
- Упоминается в сериале «Гримм» (4-я серия «Эльф» 6-го сезона).
- Упоминается в сериале «Уэнсдэй» — 1 сезон, 1 и 4 серии.
- Упоминается в сериале «Очень странные дела» (2-я серия «Проклятие Векны» 4-го сезона).
- Банди послужил одним из прототипов для таких киноманьяков, как:

1. Ганнибал Лектер, фильм «Молчание ягнят», 1991;
2. Буффало Билл, фильм «Молчание ягнят», 1991;
3. Патрик Бэйтман, фильм «Американский психопат», 2000;
4. Теодор Бэгвелл, сериал «Побег», 2005;
5. Пол Спектор, сериал «Крах», 2013;
6. Джо Голдберг, сериал «Ты», 2019.